# Пётцельбергер, Роберт
Роберт Пётцельбергер (англ. Robert Pötzelberger; 7 июня 1856, Вена — 2 августа 1930, Райхенау) — австрийский и немецкий живописец, скульптор и литограф.

## Биография
Родился в 1856 году в Вене. Получил образование в Венской академии художеств, где учился в 1875—1879 годах под руководством Леопольда Карла Мюллера. 
Начиная с 1880 года преподавал в различных немецких Академиях художеств: Мюнхенской, , расположенной в Карлсруэ (с 1892) и Штутгартской (в 1899—1926 годах), со временем получив звание профессора. Среди его учеников были Фридрих Мисфельдт (в Карлсруэ) и Вилли Баумайстер (в Штутгарте). В 1926 году вышел на пенсию. 
Пётцельбергер был одним из основателей Венского Сецессиона, а его творчество испытало на себе влияние как импрессионизма, так и ар-нуво. 
Его сын, Освальд Петцельбергер, также стал художником.

## Творчество

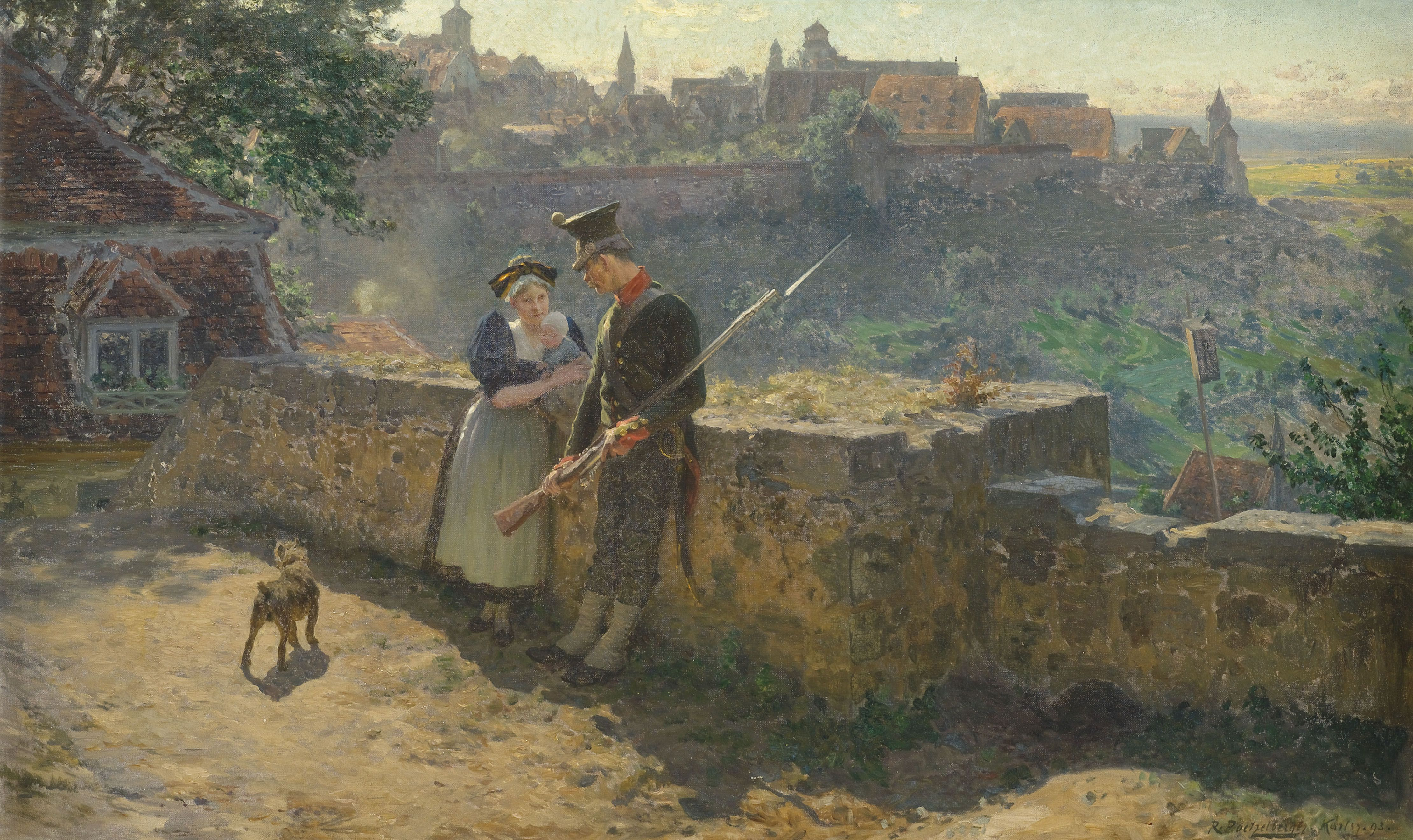
Мир в государстве, 1893
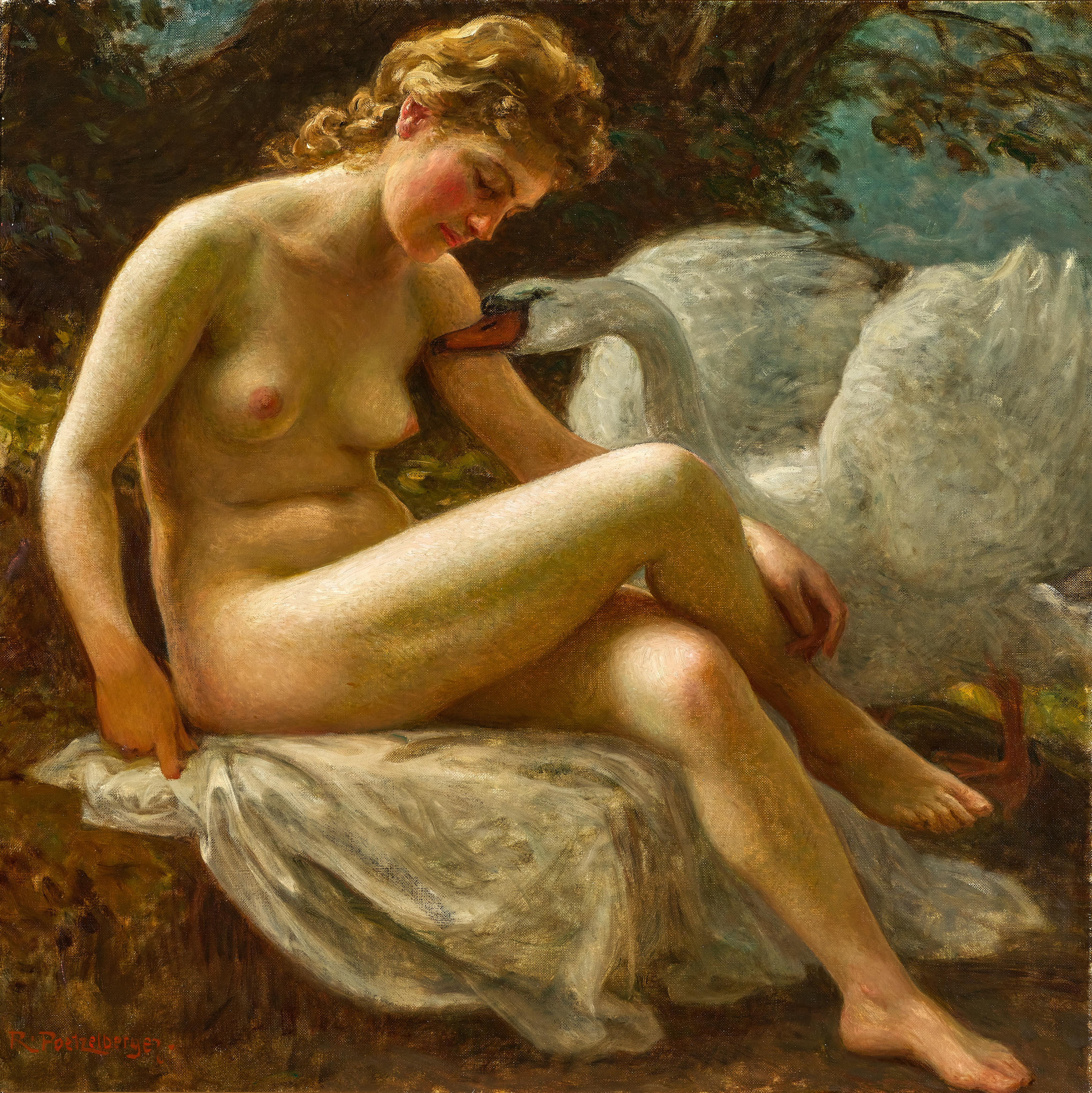
Леда и лебедь
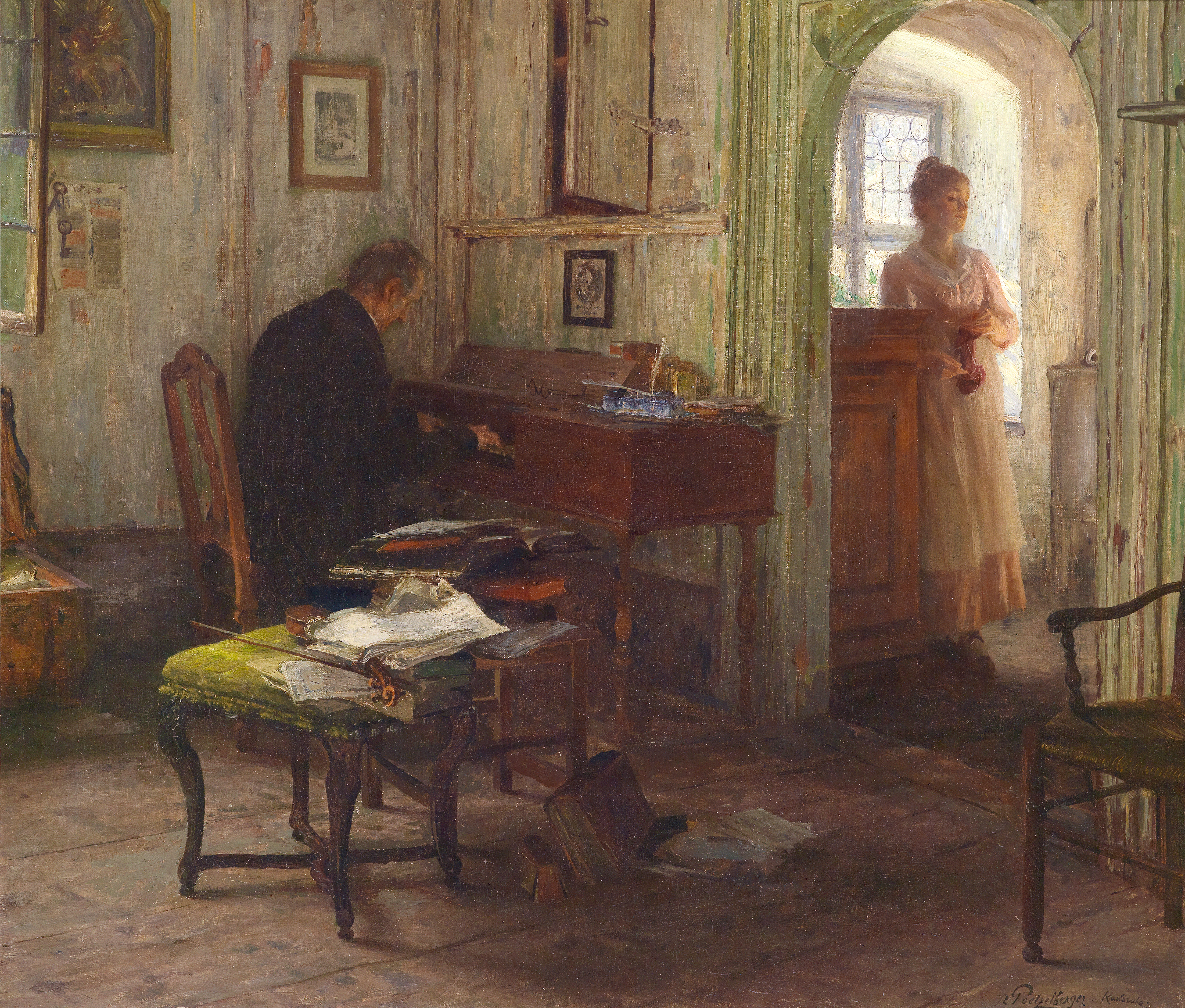
Музыкальная пауза
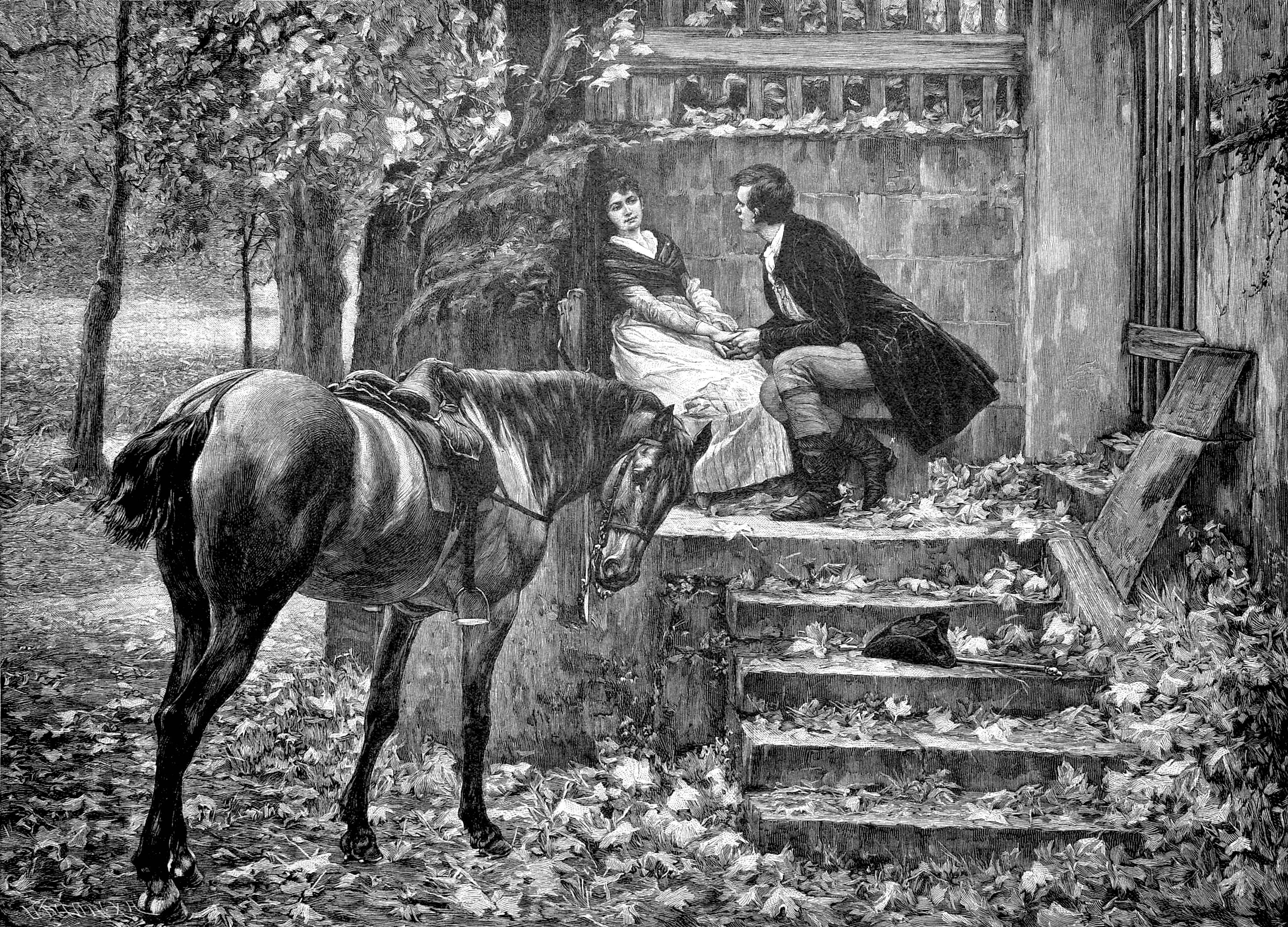
У задней калитки (с картины Пётцельбергера)
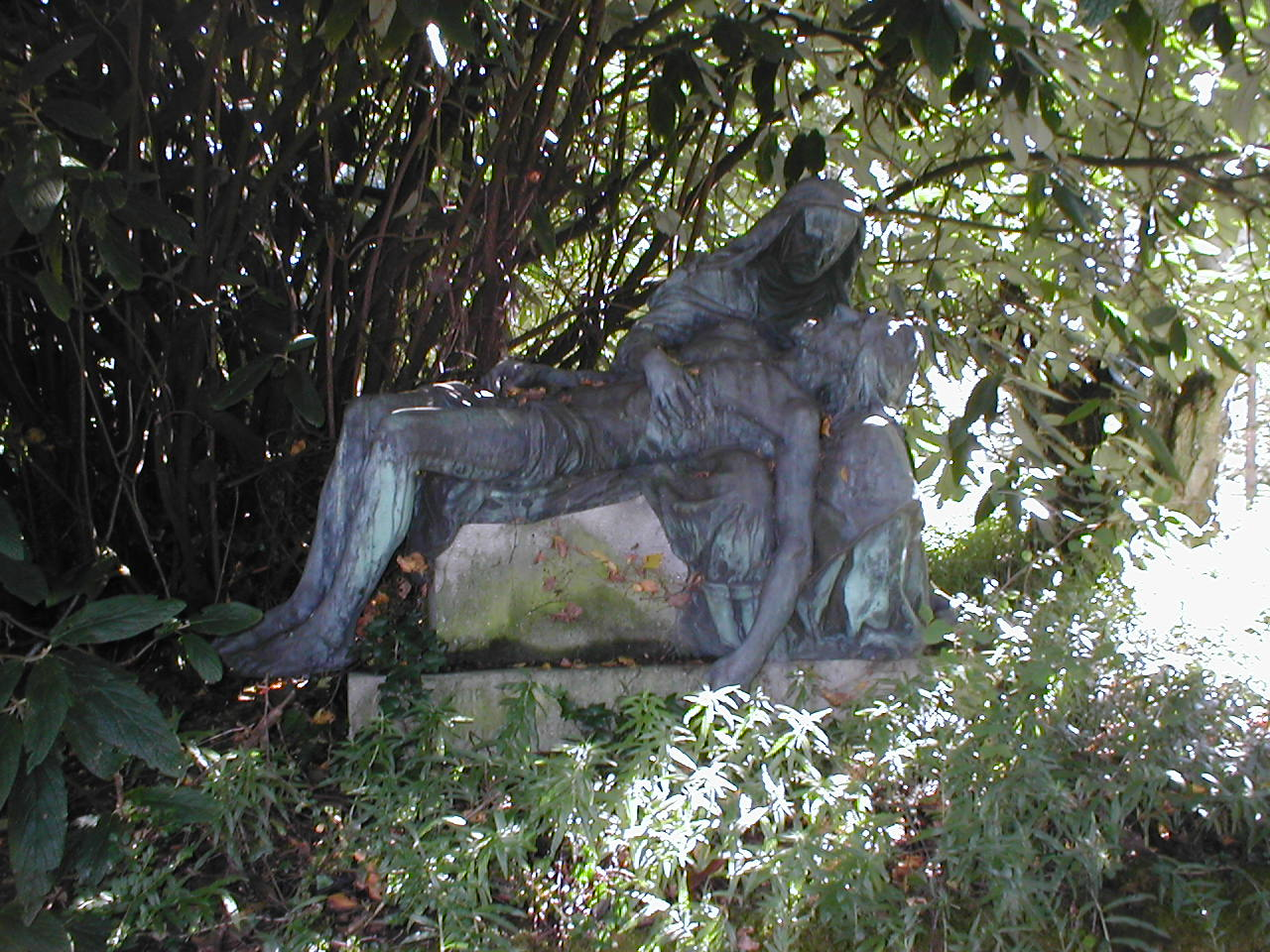
Пьета
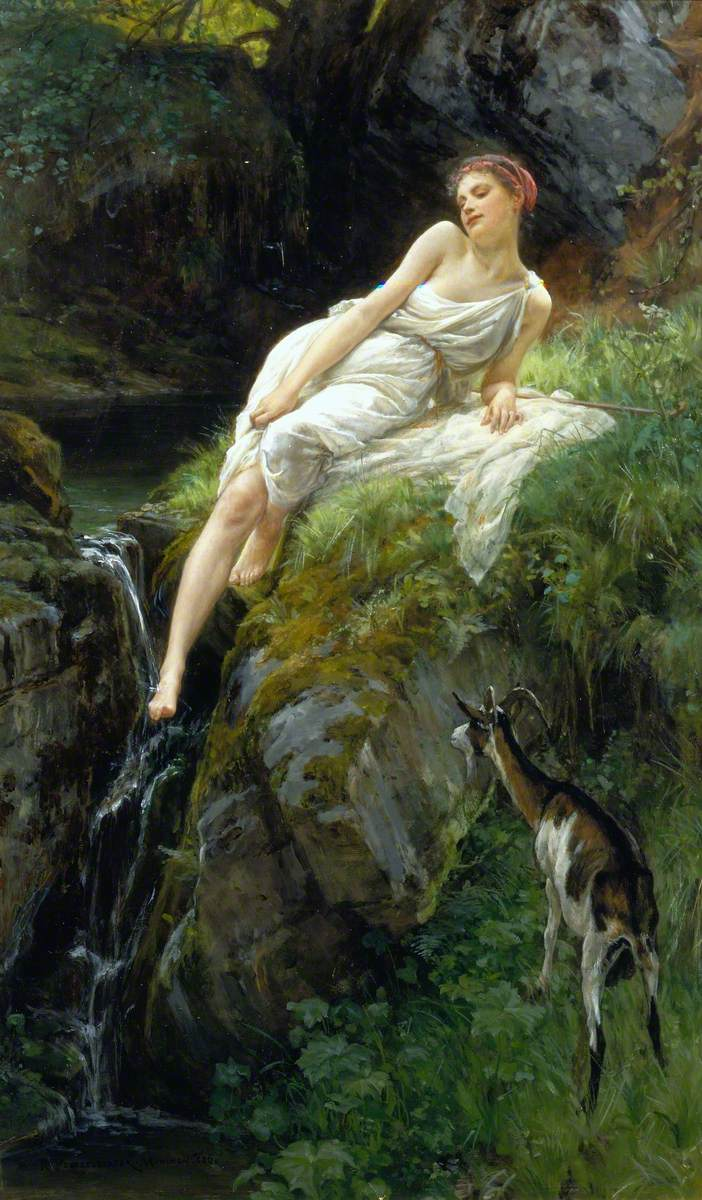
Лесная нимфа
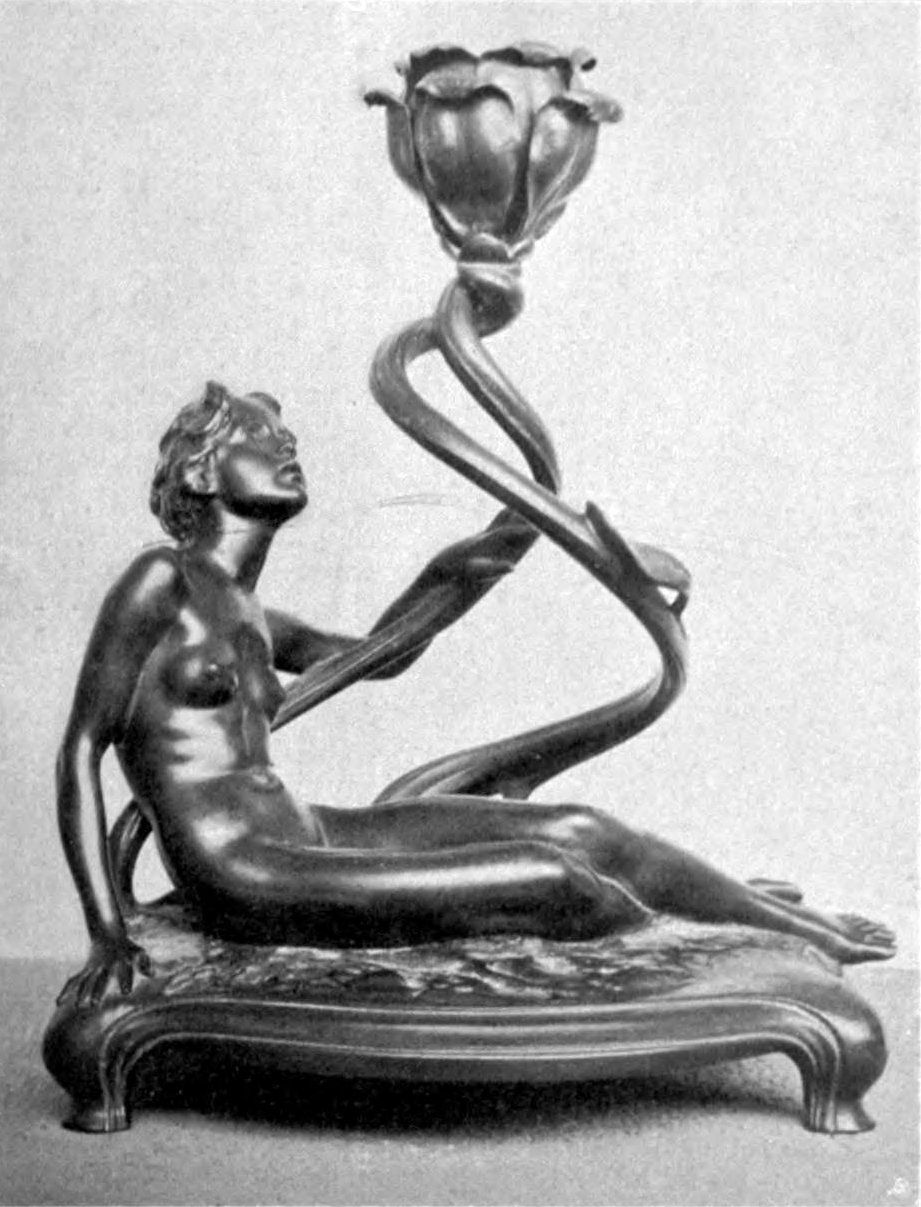
Пробуждение (шандал)
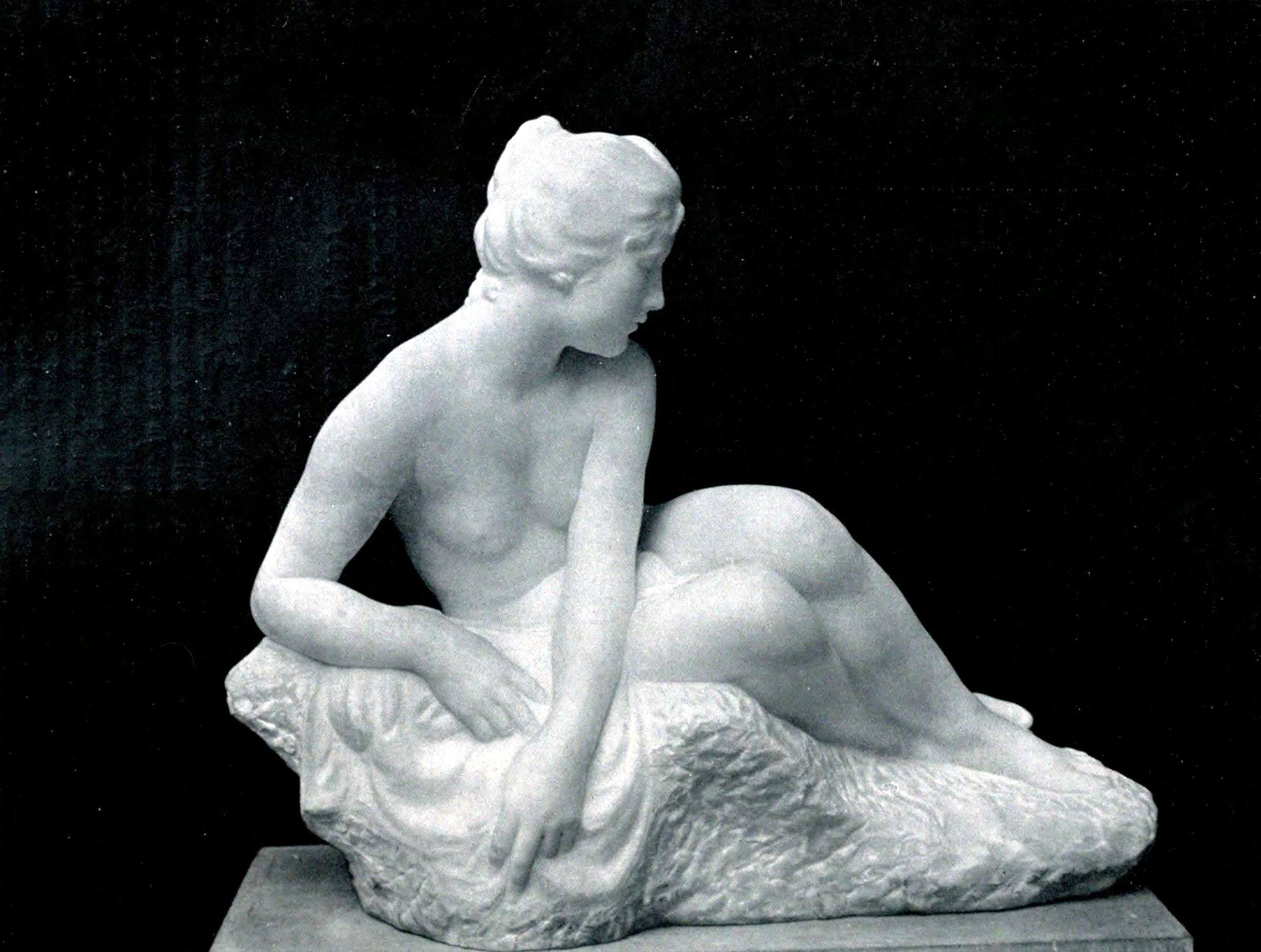
Сюзанна